# Primer Himnario Luterano

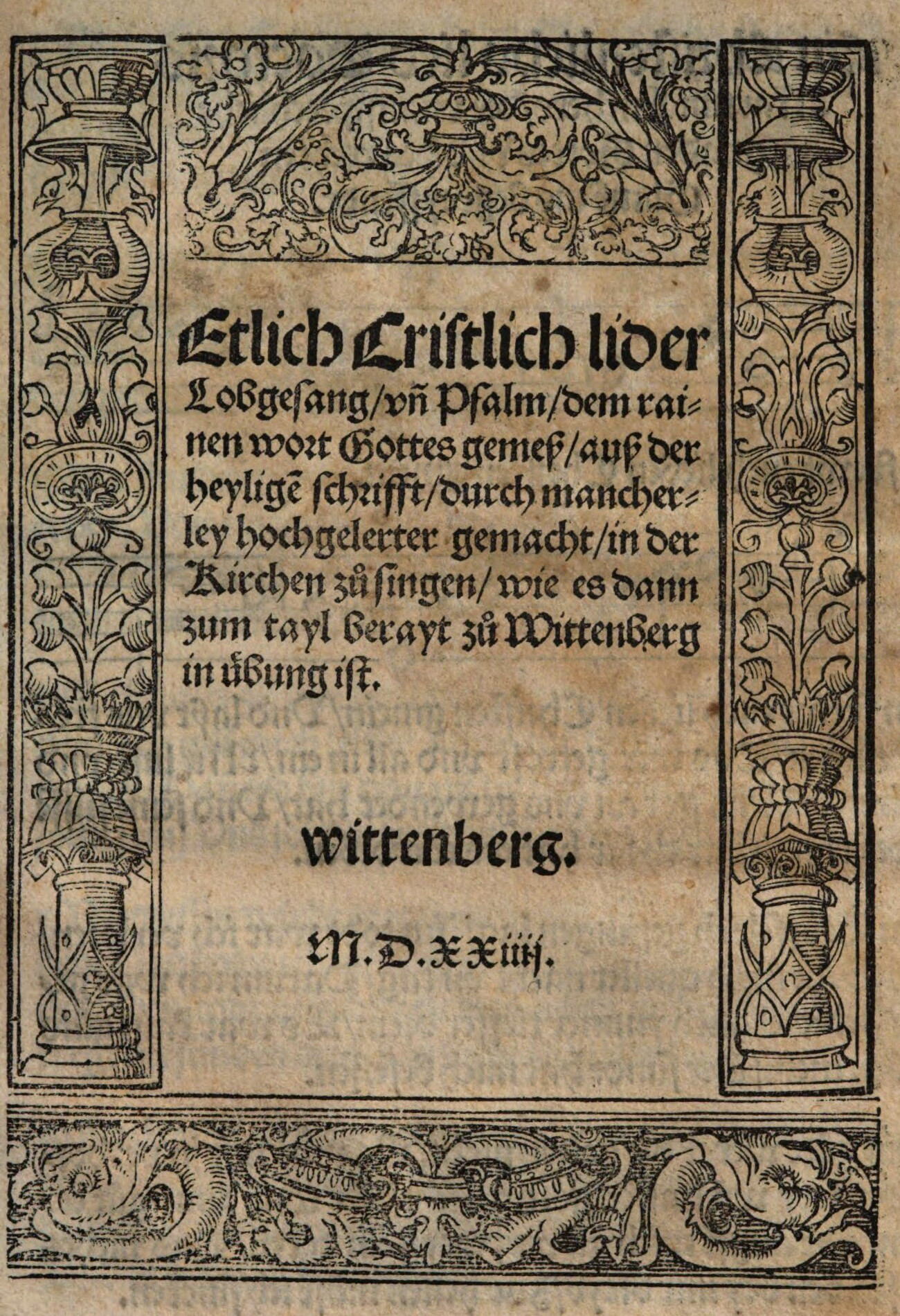
Portada del primer Himnario Luterano

El Primer Himnario Luterano, publicado en 1524 como  Etlich Cristlich Lieder / Lobgesang un Psalm (Algunos cantos cristianos / cánticos y salmos), a menudo denominado Achtliederbuch (Libro de ocho cantos) fue el primer himnario luterano.

## Historia y contenido
El himnario fue escrito por Martín Lutero y Pablo Speratus. Contiene ocho himnos: cuatro compuestos por Lutero, tres por Speratus y uno anónimo, que ha sido atribuido a Justus Jonas. Los creadores declararon su intención en la portada: «Lobgesang / un Psalm / dem rainen wort Gottes gemeß / auß der heylige schrifft / durch mancherley hochgelerter gemacht / in der Kirch zu singen / wie es dann zum tayl Berayt in Wittenberg in übung ist» (Cánticos/ y salmos/ de acuerdo a la pura palabra de Dios/ de las Santas Escrituras/ realizado por varias doctas personas/ para ser cantados en la iglesia/ tal como ya se practica en parte en Wittenberg.)
El himnario es más «eine lose buchhändlerische Zusammenfassung», una colección de piezas sueltas que existía en manuscritos que un himnario en toda la regla. Fue impreso hacia fines de 1523 en Núremberg por Jobst Gutknecht. La portada indica Wittenberg como lugar de impresión. El librito de doce páginas contiene ocho obras sobre cinco melodías diferentes.
El pequeño himnario se distribuyó por toda Europa. Los adversarios de Lutero se quejaban de que «todo el pueblo canta sus doctrinas». Debido a la gran demanda, el mismo año se publicó una segunda colección, Erfurt Enchiridion, que contenía 26 himnos, 18 de ellos por Lutero.

## Himnos

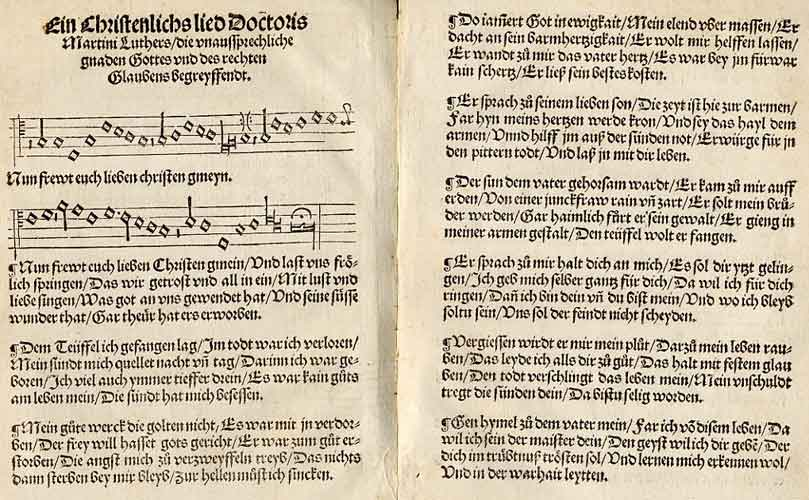
Nun frewt euch, lieben Christen gmein

1. Nun freut euch, lieben Christen gmein (Lutero)
2. Es ist das Heil uns kommen her (Speratus)
3. In Gott gelaub ich, das er hat (Speratus)
4. Hilf Gott, wie ist der Menschen Not (Speratus)
5. Ach Gott, vom Himmel sieh darein (Lutero)
6. Es spricht der Unweisen Mund wohl (Lutero)
7. Aus tiefer Not schrei ich zu dir (Lutero)
8. In Jesu Namen wir heben an (anónimo, arreglo para dos voces)